# Ybbsitz (Herrschaft)
Die Herrschaft Ybbsitz war eine Grundherrschaft im Viertel ober dem Wienerwald im Erzherzogtum Österreich unter der Enns, dem heutigen Niederösterreich.

## Ausdehnung
Die Herrschaft umfasste zuletzt die Ortsobrigkeit über Haselgraben, Hubberg, Knieberg, Maisberg, Prochenberg, Groß-Prolling, Klein-Prolling, Schwarzenberg und Ybbsitz. Der Sitz der Verwaltung befand sich in Ybbsitz.

## Geschichte
Letzter Inhaber der Stiftsherrschaft war Josef Gündl, Abt des Stifts Seitenstetten, bevor die Herrschaft mit den Reformen 1848/1849 aufgelöst wurde.